# Poutine
O poutine é um prato da culinaria canadense originário da província  de Quebec, consistindo de batatas fritas e queijo coalho coberto com um molho de carne. O prato surgiu no final da década de 1950 na área central da província de Québec e há muito tempo tem sido associado à culinária dessa região. Por muitos anos esse prato foi ridicularizado e criticado negativamente, culminando à estigmatização da sociedade quebequense. No entanto, desde meados dos anos 2000, o poutine foi reverenciado como um símbolo do orgulho cultural quebequense, e sua ascensão levou à popularidade fora da província, especialmente no centro do Canadá e na região nordeste dos Estados Unidos.

Celebrações anuais do poutine ocorrem nas principais cidades da província de Qubec (Montreal, Quebec City e Drummondville) assim como em Toronto, Ottawa, Chicago e Manchester. Atualmente, superado o preconceito e estigmatização, o poutine é frequentemente identificado como uma comida tipicamente canadense e tem sido referido como "prato nacional do Canadá", embora haja críticas quanto a essa rotulagem, por suposta apropriação cultural indevida da cultura quebequense.